# André Fomitschow
André Fomitschow (* 7. September 1990 in Dresden) ist ein deutscher Fußballspieler.

## Anfänge
Fomitschow wurde 1990 in Dresden geboren. Später zog er mit seiner Familie nach Niedersachsen und wurde in Brome im Landkreis Gifhorn sesshaft. Neben seinem Engagement beim VfL Wolfsburg (siehe unten) legte er sein Abitur 2010 erfolgreich ab. Danach absolvierte er ein Freiwilliges Soziales Jahr (Einsatzstelle VFL Wolfsburg). Aufgrund seiner guten Leistungen wurde er mehrmals für Junioren-Auswahllehrgänge des niedersächsischen Fußballverbands nominiert.

## Karriere

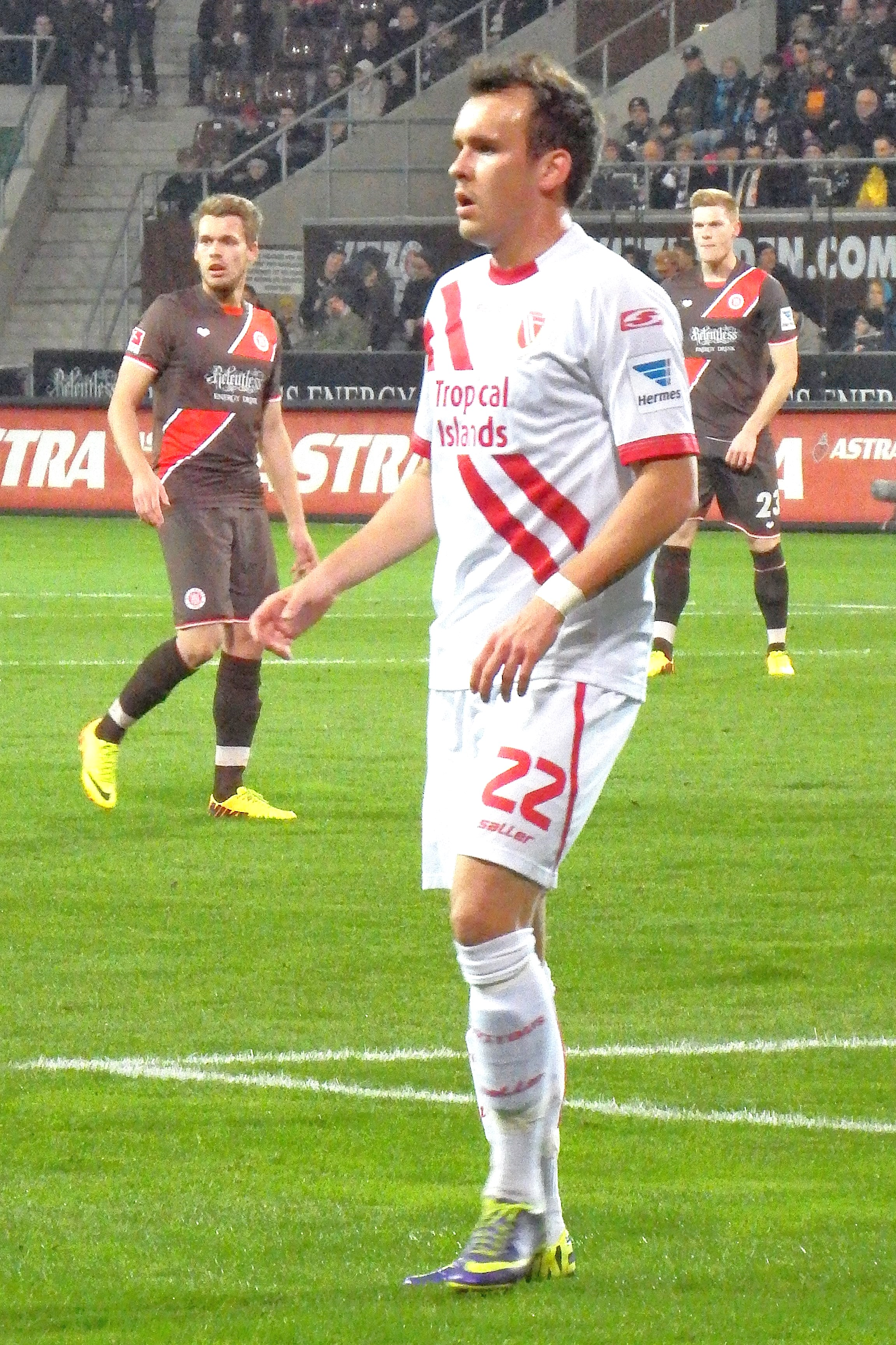
Fomitschow bei Energie Cottbus 2013

Fomitschow spielte erstmals im Verein beim FC Brome. Später wechselte er in den Jugendbereich des VfL Wolfsburg. 2009 wurde er in die zweite Mannschaft berufen, die zu diesem Zeitpunkt in der viertklassigen Regionalliga Nord spielte. Sein Debüt gab er am 19. September 2009, als er am achten Spieltag gegen die zweite Mannschaft von Hertha BSC nach 60 Minuten für Vlad Munteanu eingewechselt wurde. Drei Minuten nach seiner Einwechselung bereitete er den Treffer von Fabian Klos zum 1:0 vor. In der 86. Minute schoss Fomitschow das 2:0. Insgesamt brachte er es in seiner ersten Saison auf 14 Einsätze. In der Saison darauf bestritt er 22 Punktspiele, in denen er drei Treffer erzielte. Der Durchbruch gelang dem gebürtigen Dresdner in seiner dritten Saison, in der er für die Wolfsburger 17 Tore in 33 Spielen erzielte.
Am 10. Juni 2012 unterschrieb Fomitschow einen Vertrag beim Bundesligaaufsteiger Fortuna Düsseldorf mit einer Laufzeit bis 2015. Am 27. November 2012 absolvierte er sein erstes Spiel für die Düsseldorfer, als er in der Auswärtsbegegnung mit Borussia Dortmund (1:1) für Stefan Reisinger eingewechselt wurde.
Am 14. Januar 2013 verpflichtete Energie Cottbus Fomitschow auf Leihbasis bis zum Saisonende Saison 2012/13. Nach Saisonende wurde die Leihe für die Saison 2013/14 verlängert. In der Sommerpause 2014 verpflichtete ihn der 1. FC Kaiserslautern für zwei Jahre.
Am Ende der Saison 2015/16 verließ er den FCK und wechselte zum NEC Nijmegen. Dieser verpflichtete ihn für ein Jahr als linker Verteidiger (Bekanntgabe am 31. August 2016) mit der Option auf ein weiteres Jahr.
Nach dem Erstligaabstieg mit Nijmegen verließ André Fomitschow die Niederländer, für die er in der abgelaufenen Saison 27 Pflichtspieleinsätze absolvierte, in Richtung Kroatien. Der 26-Jährige hat für zwei Spielzeiten bei Hajduk Split unterschrieben.